# Liveloud Praise Concert
Liveloud Praise Concert es un grupo de adoración contemporáneo filipino que se presentó por primera vez en 2009. Iniciado por Youth For Christ en un evento anual de concierto de alabanza, "Alabanza y Adoración Católica en Vivo". 
La adoración Liveloud es el concierto de música católica más grande que se celebra en Manila, también se lleva a cabo en varias provincias de Filipinas y han realizado gira por el extranjero. 

## Historia
Liveloud comenzó como una campaña para promover la música cristiana contemporánea original hasta enero de 2009, cuando Youth for Christ (CFC) instigó un evento de adoración que incluía canciones basadas en el catecismo de la iglesia católica. También en sus inicios trataban de reunir música católica original de adoración escrita e interpretada por miembros de la comunidad de Couples for Christ.
Participaron del Festival de la Juventud de la Jornada Mundial de la Juventud 2023 en Lisboa, con diferentes conciertos a lo largo de los días de la JMJ.  El más significativo fue en el previo a la vigilia con el Papa Francisco, en el escenario principal mientras los peregrinos iban llegando para recibir a Francisco.

## Adoración eucarística y alabanza
Haciendo hincapié en la tradición católica ya que se llama "Catholic Praise Concert", los eventos en Liveloud generalmente comenzaban con un rezo del Santo Rosario y una Eucaristía. Se realiza el rezo del rosario mientras el público va accediendo al recinto y como preparación a la Celebración Solemne de la Eucaristía. Su singularidad con respecto a otros conciertos de adoración es el uso de la señal de la cruz y la colocación de íconos religiosos en el escenario para que la identidad católica quede patente.